# Château-Richer
Château-Richer é uma cidade localizada na província de Quebec no Canadá.